# Коропенко Антон Антонович
Антон Антонович Коропенко (нар. 1 листопада 1944, село Коропівка Кремгесівського району, тепер затоплене село Кіровоградської області) — український діяч, старший контрольний майстер відділу технічного контролю Дніпровського металургійного комбінату Дніпропетровської області. Народний депутат України 2-го скликання.

## Біографія
Народився у селянській родині.
У 1960—1962 роках — учень Дніпродзержинського будівельного училища № 14. У 1962—1963 роках працював на будовах міста Дніпродзержинська та міста Дніпропетровська.
У 1963—1966 роках — служба в Радянській армії.
З 1966 року — сортувальник металу, бригадир, майстер, голова комітету профспілок, секретар партійної організації новопрокатного цеху, старший контрольний майстер відділу технічного контролю Дніпровського металургійного комбінату міста Дніпродзержинська Дніпропетровської області. Член КПРС.
У 1978 році закінчив заочно Дніпродзержинський металургійний технікум, технік-металург.
Член КПУ.
Народний депутат України 2-го демократичного скликання з .04.1994 (2-й тур) до .04.1998, Заводський виборчий округ № 85, Дніпропетровська область. До вересня 1997 року — голова підкомітету у зв'язках з дитячими, молодіжними та громадськими об'єднаннями Комітету з питань молоді, спорту і туризму ВР України, з вересня 1997 року — член Комітету з питань державного будівництва, діяльності Рад і самоврядування. Член депутатської групи «Єдність» (до цього — член депутатської фракції комуністів).
Закінчив заочно Запорізький індустріальний інститут, інженер-механік.
Потім — заступник завідувача відділу зв'язків з депутатськими фракціями, групами та об'єднаннями Апарату Верховної Ради України, головний консультант Апарату Верховної Ради України.